# 平凉市博物馆
平凉博物馆（英語：Pingliang Museum）是一座位于甘肃省平凉市的博物馆。馆长是刘玉林。

## 历史
1979年前身平凉地区博物馆建成开馆，旧馆位于平凉城东宝塔梁上，新馆2014年开始筹建，2019年9月26日建成开馆，位于甘肃省平凉市崆峒区龙隐寺公园内，占地面积66,000平方米，建筑总面积25,689平方米，共有十个展厅，馆藏文物15,000余件，2020年12月21日被评为国家一级博物馆。

## 营业时间
- 周二至周日：上午九点至下午五点
- 周一闭馆